# Флаг Челябинской области
Флаг Челя́бинской области является официальным символом Челябинской области как субъекта Российской Федерации. Флаг утверждён 27 декабря 2001 года и внесён в Государственный геральдический регистр Российской Федерации под номером 898.
23 января 2004 года, Постановлением губернатора Челябинской области № 22, Красному знамени, присвоенному Челябинской области Центральным комитетом КПСС, Советом Министров СССР, ВЦСПС и Центральным комитетом ВЛКСМ Постановлением № 72 от 26 января 1974 года, был присвоен статус — «историческое знамя Челябинской области». Этим же Постановлением, флагу Челябинской области № 001 был присвоен статус — «флаг Челябинской области» (эталонный экземпляр).

## Описание
«Флаг Челябинской области представляет собой прямоугольное полотнище с соотношением сторон 2:3 красного цвета, разделённое по горизонтали на три разновеликие полосы — красную (2/3 полотнища), жёлтую (1/6 полотнища) и красную (1/6 полотнища), и несущее посреди полотнища изображение навьюченного белого верблюда с жёлтой поклажей, составляющего 1/2 ширины полотнища».

## Обоснование символики
Основной фигурой флага является навьюченный белый верблюд с жёлтой поклажей — выносливое и благородное животное, внушающее почтение и олицетворяющее мудрость, долголетие, память, верность, терпение, власть над стихией.
Красный цвет поля флага — цвет жизни, милосердия и любви — символизирует мужество, силу, огонь, чувства, красоту, здоровье.
Красный цвет поля одновременно созвучен труду металлургов, машиностроителей, литейщиков, энергетиков, основные технологические процессы которых связаны с тепловыми реакциями, что дополняет содержание герба Челябинской области, как промышленно развитого региона.
Жёлтая полоса символизирует Уральские горы, соединившие Европу и Азию, их красоту, величие, богатство недр.
Белый цвет — символ благородства, чистоты, справедливости, великодушия.